# Шикилдак
Шикилда́к (каз. Шиқылдақ) — село у складі Екібастузької міської адміністрації Павлодарської області Казахстану. Адміністративний центр та єдиний населений пункт Шикилдацької сільської адміністрації.
Населення — 479 осіб (2021; 520 у 2009, 540 у 1999, 811 у 1989).
Національний склад станом на 1989 рік:
- казахи — 79 %

Станом на 1989 рік село називалось Комсомольське.